# Балті
Ба́лті — етнічна група тибетського походження з домішками дардів, яка населяє історичну область Балтистан. Цей регіон займає східну частину території Гілгіт-Балтистан в Пакистані та округи Каргіл і меншою мірою Лех в індійському штаті Джамму та Кашмір. Частина балті розпорошено мешкає у великих міських центрах Пакистану: Лахор, Карачі та Ісламабад/Равалпінді.

## Мова
Мова балті є близькою до тибетської і належить до сино-тибетської мовної родини. Різні дослідники вважають її діалектом або сестринською мовою мови ладакхі.

## Релігія
Балті історично сповідували релігію Бон і тибетський буддизм (ламаїзм). Іслам прийшов до Балтистану з суфійськими місіонерами в XV столітті, і незабаром став домінуючою релігією. Балті, як і раніше, у своїх релігійних переконаннях та практиці зберігають багато рис доісламської релігії Бон та ламаїстських ритуалів. Знак свастики (Юнг друнг) вважається сприятливим: він висічений на дерев'яних дощечках, які можна побачити в історичних мечетях та ханаках. Балті виявляють повагу до Лха та Лху (божеств релігії Бон), що знаходить відображення в багатьох ритуалах мешканців селищ.
Балті ставляться до зборів у мечетях та ханаках як до важливого релігійного ритуалу. Ханака є свого роду навчальним центром, ще з часів перших святих, які прибули до регіону. Тут під керівництвом духовних наставників, які вже досягли певного рівня, учні шляхом тренування (медитація і споглядання) набувають духовної чистоти (тазкія). 
Мечеті в Балтистані здебільшого побудовані в тибетському стилі. В той же час, кілька мечетей мають дерев'яне оздоблення і прикраси монгольського походження, які також можна побачити в ладакхському Каргілі. Кожної п'ятниці чоловіки, як правило, відвідують мечеть у другій половині дня.
Невеличкі осередки прибічників релігії Бон та тибетського буддизму є в долині Kharmang та на заході Захід Каргілу, вони нараховують близько 3000 людей.

## Історія
У давнину та в середні віки балті підтримували економічні й культурні зв'язки з Тибетом. У XIX ст. Балтистан був приєднаний до Джамму і Кашміру.

## Культура
Основне заняття балті — землеробство, вирощують ячмінь, пшеницю, кукурудзу, городні й садові культури. Також тримають дрібну рогату худобу.
Місцеву адміністрацію традиційно складають потомки колишньої знаті. Зазвичай, це великі землевласники.
Для сімейних традицій народу характерним є багатоженство.

## Балті в літературі
- Балті описані у книзі «Три чашки чаю» (англ. Three Cups of Tea) Грега Мортенсона та Девіда Олівера Реліна про американця, який будував школи у Балтистані.